# Nina Matthies
Nina Matthies (* 23. Mai 1953 in Manhattan Beach, Kalifornien als Nina Grouwinkel) ist eine ehemalige US-amerikanische Volleyball- und Beachvolleyballspielerin. Sie ist Begründerin der Women’s Professional Volleyball Association (WPVA) und langjährige Trainerin im Hallen- und Beachvolleyball.

## Karriere
Im Alter von 13 Jahren begann Matthies mit dem Volleyball in der Halle und am Strand. 1971 und 1972 spielte sie als Außenangreiferin beim El Camino College in Torrance. In dieser Zeit war sie auch im Kader der US-amerikanischen Nationalmannschaft, mt der sie 1971 an den Panamerikanischen Spielen in Cali, Kolumbien teilnahm. 1974 und 1975 spielte sie für die UCLA Bruins, die mit ihr als Kapitänin zweimal die US-amerikanische NCAA-Meisterschaft gewannen.
Parallel zu ihren Hallenaktivitäten spielte Matthies seit 1972 auch professionell Beachvolleyball. In ihrer langen aktiven Zeit bis 1992 gewann sie mit verschiedenen Partnerinnen 44 nationale Turniere. Am erfolgreichsten war sie an der Seite von Linda Hanley, mit der sie 30 mal siegreich war. Matthies gründete 1986 die Women’s Professional Volleyball Association (WPVA), in der die Rechte der weiblichen Beachvolleyball-Profis besser vertreten wurden.
Seit 1977 ist Matthies auch als Trainerin aktiv. Bis 1982 war sie in der Halle Co-Trainerin der UCLA Bruins. Von 1983 bis 2013 war sie Cheftrainerin bei den Pepperdine Waves. Seit 2013 trainiert sie die Beachvolleyballer der Pepperdine University.
1994 wurde Matthies in die Hall of Fame des kalifornischen Beachvolleyballs aufgenommen.

## Privates
Matthies lebt mit ihrem Ehemann Dan in Malibu, Kalifornien. Die beiden haben zwei Söhne, Morgan und Marty.